# Colletotrichum holci
Colletotrichum holci är en svampart som först beskrevs av Paul Sydow, och fick sitt nu gällande namn av Grove 1918. Colletotrichum holci ingår i släktet Colletotrichum och familjen Glomerellaceae.   Inga underarter finns listade i Catalogue of Life.